# 酋長式戰車
酋長式戰車是英國在冷戰時期推出一款主力戰車，1960年代研發生產，主要活躍於60-90年代。

## 開發
在第二次世界大戰以來的傷亡經驗，英國工程師發現相比於德國，他們設計的戰車防護力非常不夠，乘員容易在戰場上傷亡；這對人力資源從一戰起就被大量削減的英國來說是相當難以承擔的損失。所以自英國在百夫長戰車起，開始走向先火力，其次防護力，機動力則相對排在最低位置。而這樣的理念在征服者坦克開始奠基。
從1950年起，英國陸軍對下一代戰車的定義規格進行一系列概念研究，由於蘇聯史達林系列重戰車與T-54/55系列的服役，研發單位認為征服者戰車的120公厘戰車炮是未來發展的主流趨勢，而百夫長的平衡性能也是英國追求的目標。這個概念勾勒出來的理想樣貌，大抵是配備著120公厘戰車炮的百夫長式戰車。「繼承百夫長式」的想法成為1950年代前期英國摸索新戰車的指導綱領。1956年，曾设计过MK7型百夫长坦克的禮蘭公司制造了3辆代號為FV4202的概念戰車，又稱為“40噸百夫長”。FV4202大部分的零件皆取自於百夫長，但與百夫長不同的是它使用了無炮盾的鑄造炮塔，以及有傾斜角度的座椅，由於駕駛的佔用高度降低，且構成炮塔高度最核心的炮盾也被省略，不只降低了戰車的車高，同時也可以使用更大傾斜角度的裝甲帶設計爭取更好的防禦效果。FV4202測試的一些技術設計，成為後來酋長式戰車的技術基礎，英國陸軍也對於FV4202呈現的概念潛力相當重視。
1958年8月21日，英國陸軍部發佈了新型戰車構想需求書。新型戰車可以在有防禦的陣地進行遠距離交火，有更好的裝甲可以抵抗中口徑火炮射擊，並且有比征服者戰車的主炮更低的俯角（征服者戰車的主炮俯角為-8度），戰車主炮可以在交戰首分鐘達成10發射速，後續4分鐘維持每分鐘6發。戰車在鋪裝路面的極速不低於時速45公里，可以時速28公里的速度持續行駛482公里，全車重量希望在45公噸，最高不得超過51.8公噸。禮蘭公司獲得了英軍的研發合約，新戰車代號FV4201。
由於在酋長式開始研發前，北大西洋公約組織開始推動北約標準化協議，標準化協議中的已經建立了未來戰車全部採用多燃料引擎之共識，這意味著在二戰以前所開發，以空用液冷引擎改良成的萊斯萊斯流星引擎無法繼續沿用，這導致英國在戰車動力技術研究上幾乎得推倒重來，最後在1959年開發出合乎標準的禮蘭L60引擎，但因為l60引擎的規格，連帶的車體也得重新設計。FV4201在重新設計動力艙後，總重直接超過45公噸期望值。1959年，FV4201原型車出廠撥交英軍測評。
由於動力系統的大幅更動，使得車輛出現一系列未預期的故障，包括發動機振動、變速箱過熱等，在團隊修正這些瑕疵後，又增加了動力艙的結構重量，為此研發團隊又得換用承載重量更強的懸吊裝置，而這又不免讓全車重量增長，FV4201就在這樣的惡性循環過程中重量持續增加，而原先的低高度車體底盤後來發現對於越野性能有負面影響，團隊只能修改履帶導輪與負重動輪位置，抬高離地間隙。修改相關問題後，FV4201的重量增長至55噸，並在1963年通過驗收量產。
在FV4201問世後，以色列曾一度重視其性能，並投資在此計畫上，並期望在後續量產時採購此型戰車，英國也提供了2輛FV4201給以色列測評。但是英國權衡與中東國家的政治關係後，決定違背承諾，拒絕出售酋長式，這也是後來以色列決定自研馳車式主力戰車的濫觴。
本車装维克斯仪器公司的L20瞄准镜，与费朗蒂公司的520激光测距仪合为一体。改进了防地雷性能、加装了减振器、采用自动变速箱公司的TN12型自动传动装置。
酋長式戰車車內安裝了一具VBE No. 3電熱鍋提供熱水供戰車組員泡茶，根據慣例由裝填手來負責煮水泡茶的工作。

## 衍生型
- MK1到MK13共13種主戰車改型，最後的12、13兩型未量產
- Chieftain 900型，加裝Chobham反應裝甲
- FV4205 AVLB架橋車
- FV4204 ARV/ARRV 戰場救援車
- Chieftain AVRE 工兵車
- Chieftain Marksman 自走防空砲車
- Khalid 4030P2J 外銷約旦改型
- Shir 2 伊朗自改型
- Mobarez 伊朗自改型

## 使用國
- 英国：原產國，由1965年服役至1995年。
- 伊朗：707輛酋長MK-3P/MK-5P、125–189輛FV-4030-1、41輛酋長ARV裝甲救濟車、14輛酋長AVLB裝甲架橋車。原先有引進更好的FV4030系列，後來在伊朗革命後輸入中斷，後勤斷絕；到21世紀時外界評估大約仍有100輛左右現役[1]。
- 伊拉克：30輛在戰爭中全部損失[來源請求]。
- 约旦:274輛於1981年至1985年間外加90輛MK5/5型[2]，350輛現役 。
- 科威特：175輛於1976年引進，1989年尚有143輛服役，後來因伊拉克入侵之故大部分折損，到1995年僅存20輛服役；2000後只剩17輛備役封存[3]。
- 阿曼：27輛於1981年至85年間服役[4]。
- 以色列：1965年至1969年有2輛酋長式原型車因以色列出資協助研發被送抵以色列測試，最後因英國受到阿拉伯國家壓力，技術轉移以色列生產的計劃告吹，沒有服役，但以色列利用合作計劃取得的技術開發梅卡瓦主戰坦克。

## 流行文化

### 电子游戏
- 《装甲战争》中在军火商Marat Shishkin的战车线上登场。当前通过正常游玩游戏可获得3级主战坦克酋长Mk.2[5]、5级主战坦克酋长Mk.10[6]以及6级主战坦克酋长900[7]。通过充值或参与游戏中的活动，可以获得5级高级主战坦克酋长Mk.6[8]以及5级高级主战坦克酋长Mk.11[9]。

## 外部連結
- www.fas.org/man/dod-101（页面存档备份，存于）